# Symphonie no 2 d'Elgar
Pour les articles homonymes, voir Symphonie no 2.

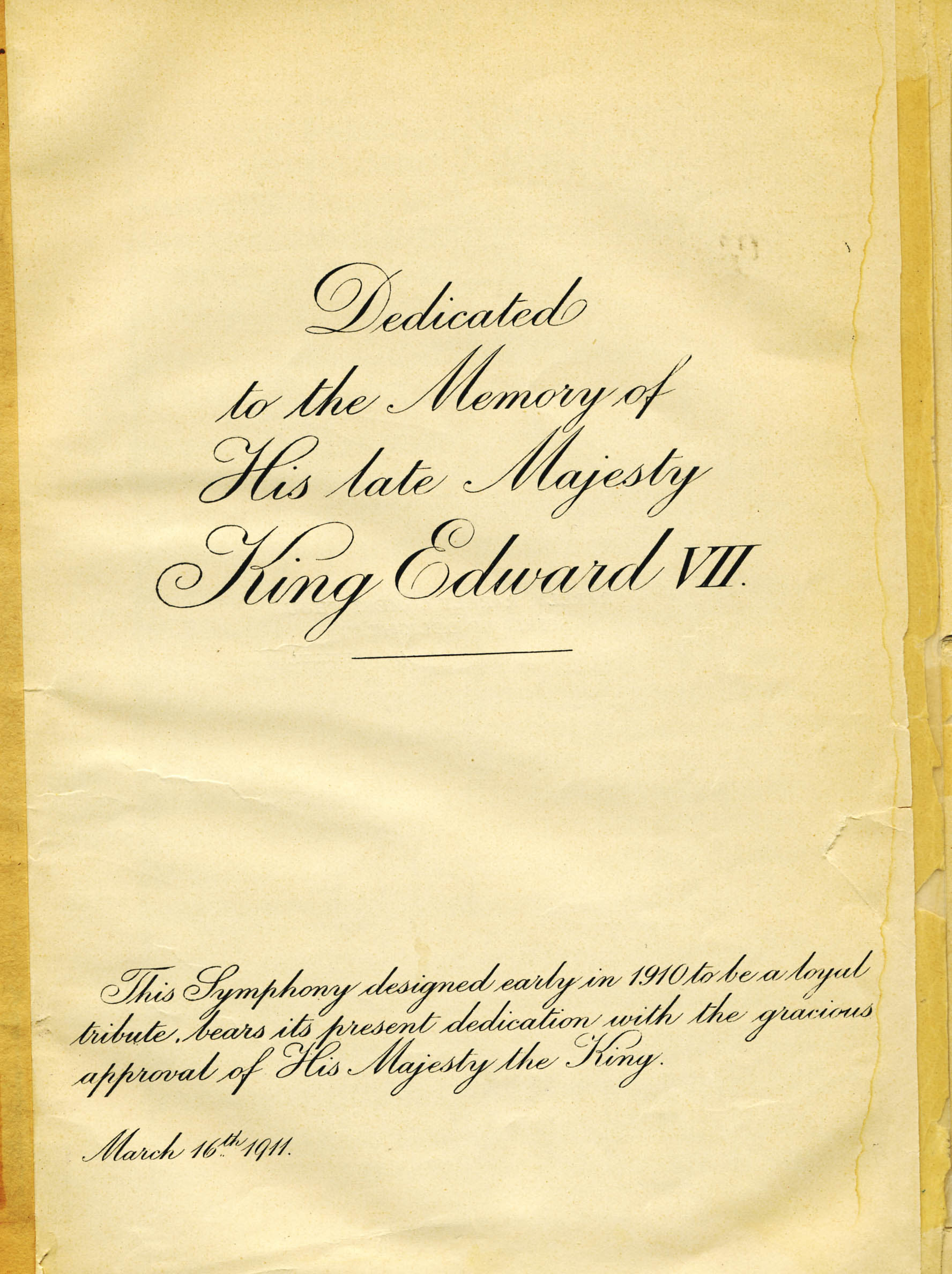
Page de dédicace du manuscrit de la symphonie nº 2

La Symphonie no 2 en mi bémol majeur opus 63 d'Edward Elgar est la seconde des deux seules symphonies qu'il a achevées.  
Edwar Elgar a écrit cette symphonie entre 1909 et 1911, bien que quelques parties datent de 1903.  Sur la page de titre, il a inscrit la dédicace suivante:
Dédié à la mémoire de sa défunte Majesté le Roi Édouard VII.
Cette symphonie conçue début 1910 pour être un hommage royal porte cette dédidace : "Avec le gracieux assentiment de Sa Majesté le Roi, le 16 mars  1911".
La partition est préfacée par une citation du poème Invocation de Shelley.
Rarement, rarement, viens-tu,
Esprit du Délice
(Rarely, rarely comest thou,
Spirit of delight!)
Son écriture débute en 1909 sur des esquisses datant de 1903, mais sa composition est interrompue peu après. Elle ne reprendra qu’en octobre 1910 pour être achevée en février de l’année suivante.
La symphonie a été écrite pour 13  bois (trois flûtes et un piccolo; deux hautbois et un cor anglais; une clarinette en mi bémol, deux clarinettes en si bémol, une clarinette basse; deux bassons et un contrebasson), quatre cors d'harmonie, trois trompettes, trois trombones, un tuba, une timbale, des percussions  (dont une caisse claire, une grosse caisse, un tambourin et des cymbales), deux harpes et des cordes.  
Elle comprend quatre mouvements et sa durée d'exécution est d'environ 50 minutes.
I.  Allegro vivace e nobilmente
II. Larghetto
III. Rondo:  Presto
IV.  Moderato e maestoso
Comme pour la première symphonie, il n'y a pas d'intention explicite.  Elgar a écrit par la suite   "Elle ... représente le pèlerinage passionné d'une âme  ... le dernier mouvement représente le dénouement de sa passion dans l'action généreuse et ... et les deux dernières pages sont l'apothéose et l'issue éternelle du pèlerinage de l'âme."  Elgar a composé certaines parties à Venise durant un voyage en 1910, et à l'origine, il caractérisa le deuxième et le troisième mouvement comme représentant le contraste entre l'intérieur sombre de la Basilique Saint-Marc et l'ensoleillement de la place qui la jouxte :  cependant, au moment de terminer, il façonna le second mouvement en une élégie funèbre pour le Roi Édouard VII qui venait juste de mourir. 
Un critique musical de Los Angeles Jim Svejda décrit cette symphonie comme  « le tendre Crépuscule des dieux de l'ère édouardienne » et en effet, la symphonie entière a une qualité élégiaque, et peut être seulement dépassée par son futur Concerto pour violoncelle en mi mineur (1919).
Cette seconde symphonie a reçu lors de sa création, le 24 mai 1911 à Londres, un accueil mitigé de la part d’un public qu'Elgar qualifia de « ramassis de cochons farcis ».

## Discographie
L'enregistrement d'Adrian Boult, clair, passionné et profondément empathique, reste la référence. Pratiquant une approche différente, Bernard Haitink a obtenu un excellent résultat. L'enregistrement de Colin Davis, malgré toute la science du chef, manque singulièrement d'homogénéité.

## Source
- (en) Cet article est partiellement ou en totalité issu de l’article de Wikipédia en anglais intitulé « Symphony No. 2 (Elgar) » (voir la liste des auteurs).